# ماريسا إيرفين
ماريسا إيرفين (بالإنجليزية: Marissa Irvin)‏ مواليد 23 يونيو 1980 في سانتا مونيكا، الولايات المتحدة، هي لاعبة كرة مضرب أمريكية سابقة بدأت مسيرتها كمحترفة سنة 2000 وكانت تلعب باليد اليمنى، اعتزلت اللعب في 2005. كما أنها إحدى بطلات الجراند سلام. أعلى تصنيف لها في الفردي كان المركز الـ 51 في سنة 2002. أعلى تصنيف لها في الزوجي كان المركز الـ 84 في سنة 2002.

## روابط خارجية
- ماريسا إيرفين على موقع رابطة محترفات التنس (الإنجليزية)
- ماريسا إيرفين على موقع الاتحاد الدولي لكرة المضرب (الإنجليزية)